# Aare

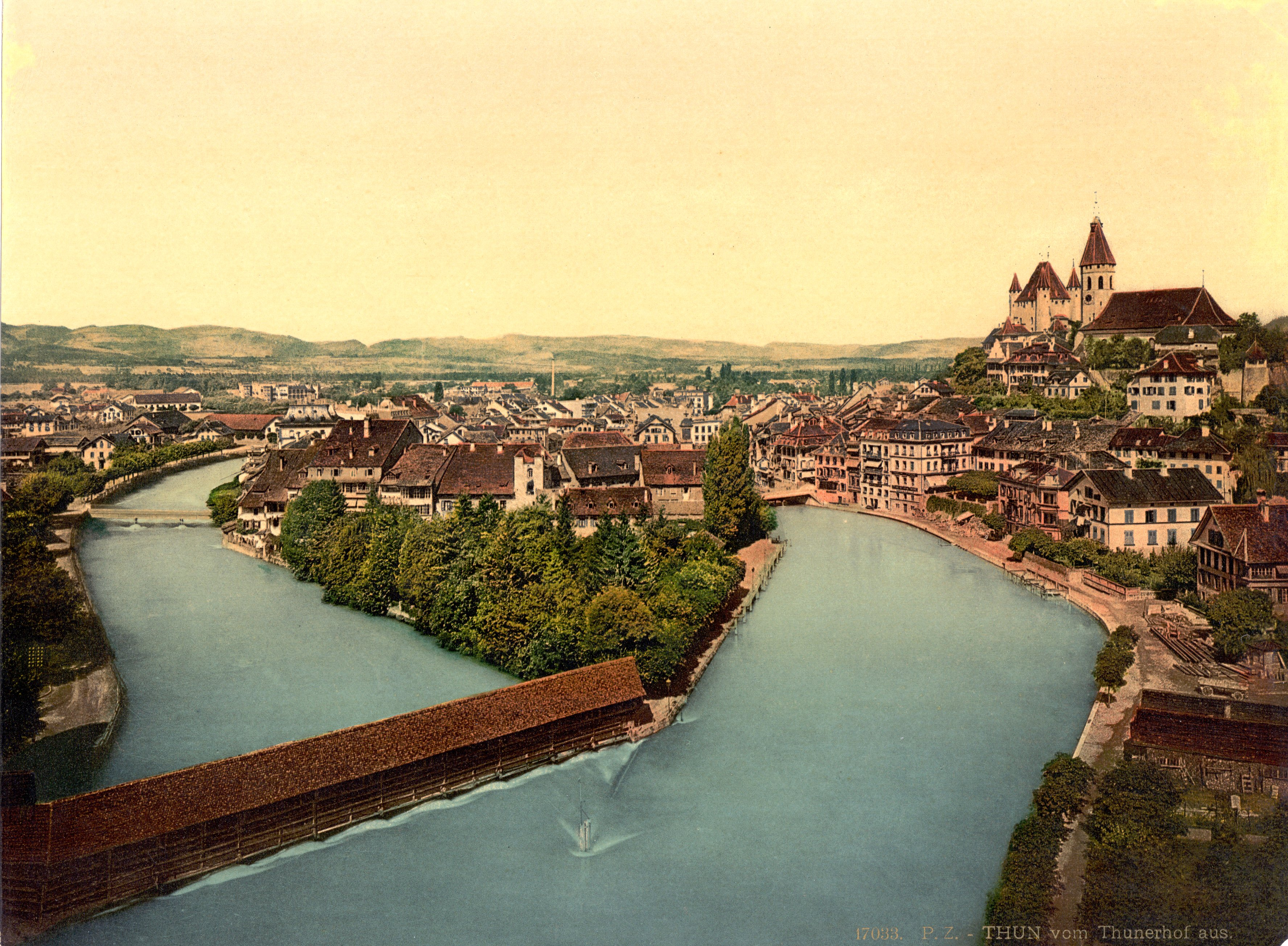
Aare traversând orașul Thun

Aare (nume german; în franceză: Aar) este un râu în Elveția, afluent stâng al Rinului la Waldshut. Are o lungime de 294 de kilometri și izvorăște din ghețarul cu același nume din Alpii Bernezi. Trece prin Lacul Brienz, Lacul Thuner și orașele Berna, Solothurn și Aarau, fiind navigabil începând de la orașul Thun. Din Aare se alimentează numeroase hidrocentrale, iar bazinul său ocupă 40 % din teritoriul țării.